# Jun Andō
Jun Andō (japanisch 安藤 淳 Andō Jun; * 8. Oktober 1984 in der Präfektur Shiga) ist ein japanischer Fußballspieler.

## Karriere
Andō erlernte das Fußballspielen in der Universitätsmannschaft der Kansai-Universität. Seinen ersten Vertrag unterschrieb er 2007 bei Kyoto Sanga FC. Der Verein spielte in der zweithöchsten Liga des Landes, der J2 League. Am Ende der Saison 2007 stieg der Verein in die J1 League auf. Am Ende der Saison 2010 stieg der Verein wieder in die J2 League ab. Für den Verein absolvierte er 177 Ligaspiele. 2014 wechselte er zum Erstligisten Cerezo Osaka. Am Ende der Saison 2014 stieg der Verein in die J2 League ab. Für den Verein absolvierte er 15 Ligaspiele. Im Juni 2015 wechselte er zum Erstligisten Matsumoto Yamaga FC. Am Ende der Saison 2015 stieg der Verein in die J2 League ab. Für den Verein absolvierte er 42 Ligaspiele. 2018 wechselte er zum Ligakonkurrenten Ehime FC. Für den Verein absolvierte er 30 Ligaspiele. 2019 wechselte er zum Ligakonkurrenten Kyoto Sanga FC.

## Erfolge
Kyoto Sanga FC
- Kaiserpokal

Finalist: 2011